# Данска на Летњим олимпијским играма 1896.
Данска је једна од 14 земаља учесница на Летњим олимпијским играма одржаним 1896. године у Атини, Грчка.
Из Данске су на овим Олимпијским играма учествовала укупно три такмичара у пет спортова. Двојица од њих су освојили 1 златну, 2 сребрне и 3 бронзане медаље. Једино је Еуген Шмит остао без медаље. Виго Јенсен је освојио по једну медаљу од сваке врсте, а Холгер Нилсен 1 сребрну и 2 бронзане медаље. Најуспешнији спортови за Данце су били стрељаштво и дизање тегова. Ова три такмичара су учествовала у 8 различитих дисциплина и освојили су 2 златне, једну сребрну и две бронзане медаље.
Дански спортисти су имали 15 такмичења у 12 дисциплина.

## Освајачи медаља
Данска је у коначном пласману заузела 9 место према броју освојених медаља са 1 златом, 2 сребра и 3 бронзе од укупно 6 медаља.

### Злато
- Виго Јенсен – Дизање тегова са две руке, мушкарци

### Сребро
- Виго Јенсен – Дизање тегова са једном руком, мушкарци
- Холгер Нилсен – Стрељаштво, пиштољ слободног избора, мушкарци

### Бронза
- Виго Јенсен – Стрељаштво, пушка слободног избора, мушкарци
- Холгер Нилсен – Мачевање, сабља, мушкарци
- Холгер Нилсен – Стрељаштво, пиштољ брза паљба, мушкарци

## Резултати по дисциплинама

### Атлетика
Сви дански спортисти су учествовали у атлетским такмичењима, али су имали мало успеха у трци на 100 метара и бацању диска. Једино је у досциплини бацања кугле Јенсен заузео четврто место.
| Дисциплина   | Позиција | Атлетичар     | Предтакмичење | Финале           |
| ------------ | -------- | ------------- | ------------- | ---------------- |
|              |          |               |               |                  |
| 100 м        | -        | Еуген Шмит    | непознато     | није се пласирао |
|              |          |               |               |                  |
| бацање кугле | 4        | Виго Јенсен   | није било     | непознато        |
|              |          |               |               |                  |
| бацање диска | 5 – 9    | Виго Јенсен   | није било     | непознато        |
| бацање диска | 5 – 9    | Холгер Нилсен | није било     | непознато        |
|              |          |               |               |                  |

### Мачевање
Једну од две бронзане медаље Нилсен је освојио у сабљи на мачевалачком турниру, и освојо је треће место у финалној групи од пет такмичара резултатом две победе и два пораза.
| Дисциплина | Место | Мачевалац     | Резултат | Резултат | Тушеви | Тушеви | Група | Финале       |
| Дисциплина | Место | Мачевалац     | Добио    | Изгубио  | За     | Против | Група | Финале       |
| ---------- | ----- | ------------- | -------- | -------- | ------ | ------ | ----- | ------------ |
|            |       |               |          |          |        |        |       |              |
| Сабља      | 4     | Холгер Нилсен | 2        | 2        | 10     | 9      | 3     | Није одржано |
|            |       |               |          |          |        |        |       |              |

#### Резултати
| Меч | Противник           | Нација   | Резултат |
| --- | ------------------- | -------- | -------- |
| 1.  | Телемахос Каракалос | Грчка    | 2:3      |
| 2.  | Јоргос Јатридис     | Грчка    | 3:1      |
| 3.  | Јоанис Јоргидис     | Грчка    | 2:3      |
| 4.  | Адолф Шмал          | Аустрија | 3:2      |

#### Резултати по нацијама
| Противници по нацијама | Победе | Порази | Проценат |
| ---------------------- | ------ | ------ | -------- |
| Аустрија               | 1      | 0      | 1.000    |
| Грчка                  | 1      | 2      | .333     |
|                        |        |        |          |
| Укупно                 | 2      | 2      | .500     |

### Гимнастика
Јенсен је био четврти од пет такмичара у пењању уз конопац. Тачан његов резултат је непознат, али се зна да до врха конопца има 14 метара, а да се треће пласирани попео до 12,5 m, тако да је његов резултат лошији од тога.
| Дисциплина | Место | Гимнастичар |
| ---------- | ----- | ----------- |
|            |       |             |
| Конопац    | 4     | Виго Јенсен |
|            |       |             |

### Стрељаштво
У стрељаштву Нилсен је освојио једну сребрну и једну бронзану медаљу, а Јенсен једну бронзану. Јенсен специјализован за гађање пушком заузима у две дисциплине 6 место од 42 и 3. место од 20 такмичара. Нилсен није завршио своје такмичење у гађању пушком, али је зато био добар у три дисциплине из пиштоља, где осваја две медаље и 5 место од 16 такмичара у трећој дисцилини.
| Дисциплина              | Место | Стрелац       | Резултат     | Хитац        |
| ----------------------- | ----- | ------------- | ------------ | ------------ |
|                         |       |               |              |              |
| Војничка пушка          | 6     | Виго Јенсен   | 1640         | 30           |
| Војничка пушка          | 12    | Еуген Шмит    | 845          | 12           |
| Војничка пушка          | –     | Холгер Нилсен | није завршио | није завршио |
|                         |       |               |              |              |
| Пушка слободног избора  | 3     | Виго Јенсен   | 1305         | 31           |
|                         |       |               |              |              |
| Војнички пиштољ         | 5     | Холгер Нилсен | нњепознато   | нњепознато   |
|                         |       |               |              |              |
| Пиштољ брза паљба       | 3     | Холгер Нилсен | непознато    | непознато    |
|                         |       |               |              |              |
| Пиштољ слободног избора | 2     | Холгер Нилсен | 285          | непознато    |
|                         |       |               |              |              |

### Дизање тегова
У дизању тегова са обе руке Јенсен и Лонстон Елиот су имали исти резултат, а оцењивачки суд на чијем је челу био Принц Ђорђе је одлучио да је Јенсен имао бољи стил. У другој дисциплини у дизању тегова једном руком Јенсен са 57 килограма није су могао супротставити Елиоту, који је подигао 71 килограма, па је био други.
| Дисциплина | Место | Такмичар    | Резултат        |
| ---------- | ----- | ----------- | --------------- |
| једноручно | 2     | Виго Јенсен | 57.0 килограма  |
|            |       |             |                 |
| дворучно   | 1st   | Виго Јенсен | 111.5 килограма |
|            |       |             |                 |